# Карпов, Владимир Николаевич
Влади́мир Никола́евич Ка́рпов (8 октября 1946, Трубчевск, Брянская область — март 2007, Москва) — деятель органов внешней разведки СССР и России, автор книг по истории советской разведки, полковник Службы внешней разведки России.

## Биография
Владимир Николаевич Карпов родился 8 октября 1946 года в поселке Трубчевск Брянской области. Получил высшее военное (Военный институт иностранных языков (ВИИЯ), 1971) и специальное разведывательное (Академия внешней разведки, 1974) образование. Владел французским, арабским и болгарским языками. Одиннадцать лет проработал за рубежом в резидентурах внешней разведки (Гвинея, Франция, Марокко, Мадагаскар). С 1992 года — сотрудник пресс-бюро СВР. Полковник. Профессор Российской академии естественных наук (РАЕН).
Автор и составитель книг «Тайные информаторы Кремля», «Внешняя разведка» и многочисленных публикаций по истории советской разведки в прессе. Писатель, член Союза писателей России. Общий тираж книг превышает 50 тыс. экз.
Скончался в 2007 году, похоронен на Троекуровском кладбище в Москве.

## Награды
- Премия Службы внешней разведки Российской Федерации (2003) за книгу «Тайные информаторы Кремля. Нелегалы».

## Список произведений

### Книги
- Антонов В. С., Карпов В. Н. Тайные информаторы Кремля. — М.: Гея итерум, 2000. — 240 с. — (Биографические очерки о разведчиках). — 5000 экз. — ISBN 5-85589-062-7.
- Внешняя разведка. Сборник / Сост. В. Н. Карпов. — М.: Согласие, 2000. — 272 с. — (Секретные службы). — 5000 экз. — ISBN 5-293-00017-9.
- Антонов В. С., Карпов В. Н. Тайные информаторы Кремля. Волленберг, Артузов и другие. — М.: Гея итерум, 2001. — 320 с. — (Рассекреченные жизни). — 5000 экз. — ISBN 5-85589-005-8.
- Антонов В. С., Карпов В. Н. Тайные информаторы Кремля. Нелегалы. — М.: ОЛМА-ПРЕСС Образование, 2002. — 352 с. — (Досье). — 5000 экз. — ISBN 5-94849-019-X.
- Антонов В. С., Карпов В. Н. Тайные информаторы Кремля. Женщины в разведке. — М.: Гея итерум, 2002. — 320 с. — (Рассекреченные жизни). — 5000 экз. — ISBN 5-85589-011-2.
- Антонов В. С., Карпов В. Н. Тайные информаторы Кремля-2. С них начиналась разведка. — М.: ОЛМА-ПРЕСС Образование, 2003. — 416 с. — (Досье). — 6000 экз. — ISBN 5-94849-222-2.
- Рассекречено внешней разведкой. Сборник / Сост. В. Н. Карпов. — М.: ОЛМА-ПРЕСС Образование, 2003. — 320 с. — (Досье). — 5000 экз. — ISBN 5-94849-084-X.
- Антонов В. С., Карпов В. Н. Разведчицы. — М.: Молодая гвардия, 2004. — 352 с. — (Дело №…). — 5000 экз. — ISBN 5-235-02750-7.
- Антонов В. С., Карпов В. Н. Разведчики. Герои Советского Союза и Герои России. — М.: Молодая гвардия, 2005. — 336 с. — (Дело №…). — 3000 экз. — ISBN 5-235-02711-6.
- Антонов В. С., Карпов В. Н. Нелегальная разведка. — М.: Международные отношения, 2007. — 368 с. — (Секретные миссии). — 2000 экз. — ISBN 978-5-7133-1309-8.
- Антонов В. С., Карпов В. Н. Расстрелянная разведка. — М.: Международные отношения, 2008. — 304 с. — (Секретные миссии). — 2000 экз. — ISBN 978-5-7133-1328-9.
- Авдеев В. А., Карпов В. Н. Секретная миссия в Париже. Граф Игнатьев против немецкой разведки в 1915-1917 гг. — М.: Вече, 2009. — 416 с. — (Военные тайны XX века). — 3000 экз. — ISBN 978-5-9533-3567-6.
- Антонов В. С., Карпов В. Н. Мастера разведки и контрразведки. — М.: Вече, 2008. — 368 с. — (Хроники тайной войны). — 3000 экз. — ISBN 978-5-9533-4242-1.

### Переводы
- Игнатьев П. А. Моя миссия в Париже / Сост. В. А. Авдеев. — М.: Гея итерум, 1999. — 336 с. — (Рассекреченные жизни). — 10 000 экз. — ISBN 5-85589-038-4.
- Русская военная эмиграция 20-х — 40-х годов. — М.: Триада-ф, 2002. — Т. 3. Возвращение. 1921-1924. Сборник. — 576 с. — 2000 экз. — ISBN 5-94699-015-2.

## Рецензии, Критика
- Независимая газета. — рецензия на книгу «Тайные информаторы Кремля. Женщины в разведке». Дата обращения: 9 июля 2010.
- chekist.ru (недоступная ссылка — история). — рецензия на книгу «Секретная миссия в Париже. Граф Игнатьев против немецкой разведки в 1915—1917 гг.» Дата обращения: 9 июля 2010.
- agentura.ru. — рецензия на сборник «Внешняя разведка». Дата обращения: 9 июля 2010.